# 永井浩二
永井 浩二（ながい こうじ、1959年〈昭和34年〉1月25日 - ）は、日本の実業家。野村ホールディングス株式会社取締役会長、元CEO。

## 人物
- 1959年（昭和34年）東京都新宿区市ヶ谷で生まれた。
- 父は銀行に務め、母と兄との4人家族。父の転勤に伴って転居が続き、小学校に入学したのは長野県更埴市屋代（現・千曲市）。2年生で東京・高円寺へ引っ越し、以後は杉並区暮らしだった。
- 中央大学杉並高等学校から内部進学で中央大学法学部へ進み、テニスに打ち込んだ。4年になっても、就職はまだ早い気がしていたが、就活に走る友人に刺激され、先輩の話を聞きにいく。そこで「ここだけはやめよう」と思った職種の1つが、証券マン。だが、野村證券に入った先輩におごってもらう学友に誘われ、鰻をごちそうになったことを契機に内定をもらう。兄の就職の際には「証券会社はやめておけ」と言っていた父も「野村ならいい」と入社を許可し、逆に永井の活躍を後押しした。
- 1981年（昭和56年）3月中央大学法学部卒業。同年4月に野村證券に入社、最初は高松支店に配属され、人生で初めて箱根山を越えた。

## 経歴
- 1981年（昭和56年）3月 - 中央大学法学部卒業[2][3]
- 1981年（昭和56年）4月 - 野村證券入社[2][3]
- 1995年（平成7年） - 豊橋支店長[2][3]
- 1997年（平成9年） - 岡山支店長[2][3]
- 2000年（平成12年） - 事業法人一部長[2][3]
- 2001年（平成13年）6月 - 京都支店長[2][3]
- 2003年（平成15年） - 取締役[2][3]
- 2007年（平成19年） - 常務執行役[2][3]
- 2009年（平成21年） - 代表執行役兼専務[2][3]
- 2011年（平成23年） - 代表執行役副社長兼Co-COO[2][3]
- 2012年（平成24年）4月 - 代表執行役社長[4]
- 2012年（平成24年）8月 - グループCEO[4]
- 2017年（平成29年）4月 - 野村證券取締役会長[4]
- 2020年 (令和2年) 4月 - 取締役会長